# Paskarz

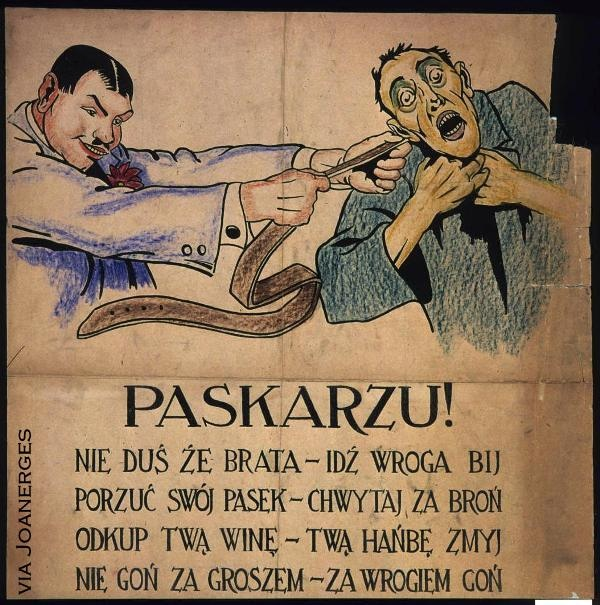
Plakat propagandowy o paskarzu z okresu wojny polsko-bolszewickiej

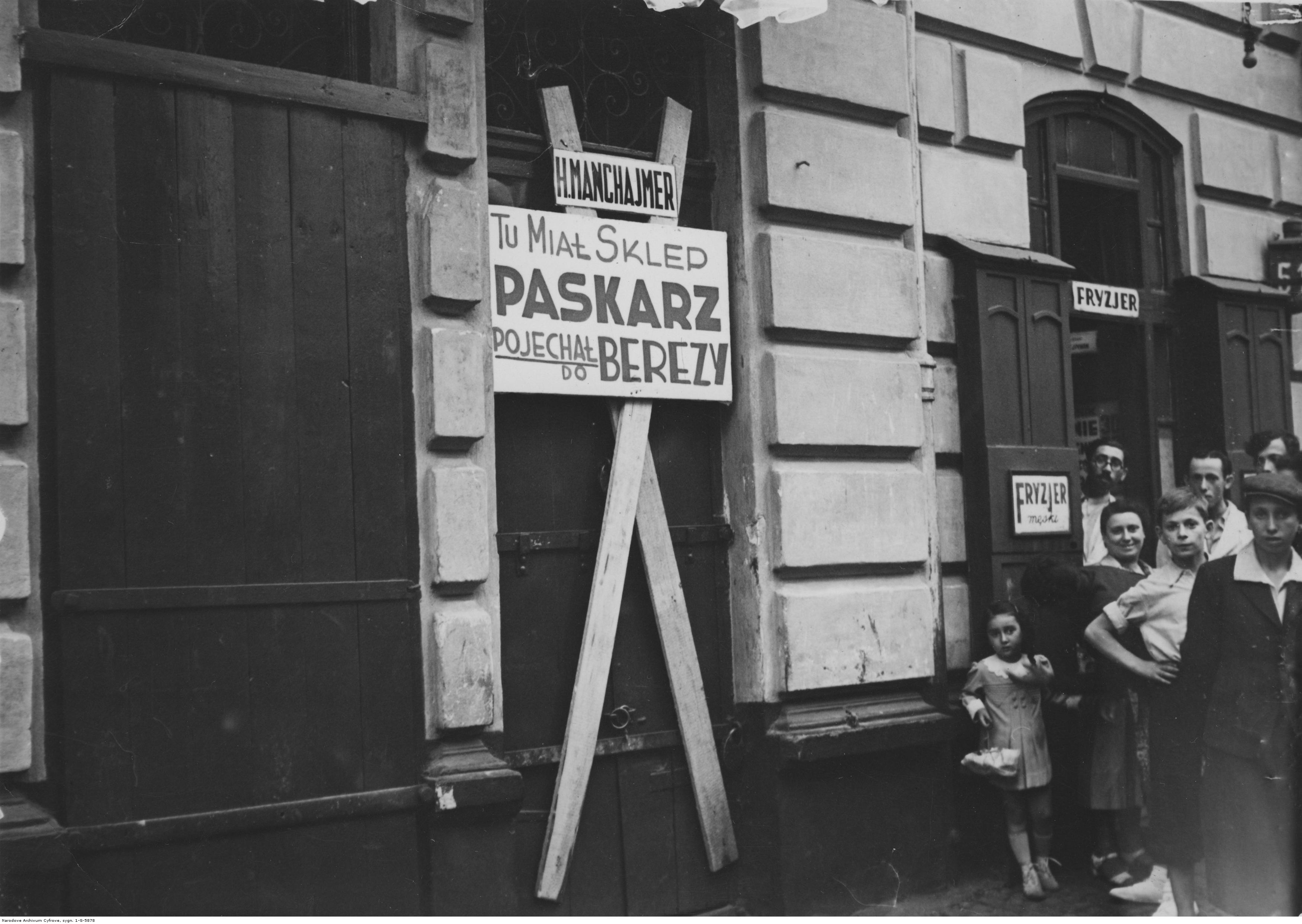
Zamknięty sklep H. Manchajmera podejrzanego o paskarstwo (spekulacje) żywnością w Warszawie

Paskarz – handlarz zajmujący się nieuczciwym i nielegalnym handlem przynoszącym zyski ze sprzedaży po zawyżonych cenach towarów, których brakuje na rynku.